# Tipula (Yamatotipula) succincta
Tipula (Yamatotipula) succincta is een tweevleugelige uit de familie langpootmuggen (Tipulidae). De soort komt voor in het Nearctisch gebied.